# Love Sensuality Devotion: The Greatest Hits
A Love Sensuality Devotion: The Greatest Hits az Enigma 2001-ben megjelent válogatásalbuma. Ez – és a vele egyidőben megjelent Love Sensuality Devotion: The Remix Collection – lezárja az Enigma első korszakát. Az albumra felkerült az 1990 és 2001 közt kislemezen megjelent dalok nagy része.
Az albumon három dal szerepel az első, MCMXC a.D. című albumról, négy a The Cross of Changesről, négy a Le roi est mort, vive le roi!-ról, öt a The Screen Behind the Mirrorról, valamint felkerült rá két új szám, a Turn Around és a The Landing.
A korábbi kislemezek közül nem került rá a The Rivers of Belief, az Out from the Deep és a The Eyes of Truth.

## Számlista
1. The Landing (Michael Cretu) – 1:04
2. Gravity of Love (Cretu) – 3:51
3. Turn Around (Cretu, Jens Gad) – 3:59
4. T.N.T. for the Brain (Cretu) – 5:18
5. Modern Crusaders (Cretu) – 3:53
6. Shadows in Silence (Cretu) – 4:19
7. Return to Innocence (Curly M.C., Kuo Ying-nan, Kuo Hsiu-chu) – 4:15
8. I Love You… I’ll Kill You (Curly, David Fairstein) – 8:01
9. Principles of Lust (Curly) – 3:08
10. Sadeness (Part I) (Curly, F. Gregorian, Fairstein) – 4:15
11. Silence Must Be Heard (Cretu, Gad) – 4:46
12. Smell of Desire (Cretu, Fairstein) – 4:32
13. Mea Culpa (Curly, Fairstein) – 4:31
14. Push the Limits (Cretu, Gad) – 3:48
15. Beyond the Invisible (Cretu, Fairstein) – 4:50
16. Age of Loneliness (Curly) – 4:10
17. Morphing Thru Time (Cretu) – 5:26
18. The Cross of Changes (Cretu) – 2:15

## Helyezések, minősítések
| Ország vagy régió                                | Legmagasabb helyezés |
| ------------------------------------------------ | -------------------- |
| Ausztria                                         | 10                   |
| Belgium                                          | 19                   |
| Csehország                                       | 43                   |
| Dánia                                            | 9                    |
| Egyesült Államok (Billboard 200)                 | 29                   |
| Egyesült Államok (Billboard Top Internet Albums) | 15                   |
| Egyesült Királyság                               | 29                   |
| Európa                                           | 7                    |
| Franciaország                                    | 11                   |
| Görögország                                      | 1                    |
| Hollandia                                        | 10                   |
| Hongkong                                         | 6                    |
| Írország                                         | 46                   |
| Japán                                            | 30                   |
| Kanada                                           | 25                   |
| Magyarország                                     | 10                   |
| Németország                                      | 4                    |
| Norvégia                                         | 6                    |
| Olaszország                                      | 18                   |
| Portugália                                       | 1                    |
| Spanyolország                                    | 20                   |
| Svájc                                            | 12                   |
| Svédország                                       | 10                   |
| Thaiföld                                         | 10                   |
| Új-Zéland                                        | 3                    |

### Minősítések
| Ország vagy régió  | Minősítés  | Elkelt példányszám |
| ------------------ | ---------- | ------------------ |
| Egyesült Királyság | Aranylemez | 100 000            |
| Kanada             | Aranylemez | 50 000             |
| Németország        | Aranylemez | 100 000            |